# 6560 Pravdo
6560 Pravdo (1991 NP) là một tiểu hành tinh vành đai chính được phát hiện ngày 9 tháng 7 năm 1991 bởi E. F. Helin ở Palomar.